# Piktogramy (skała)

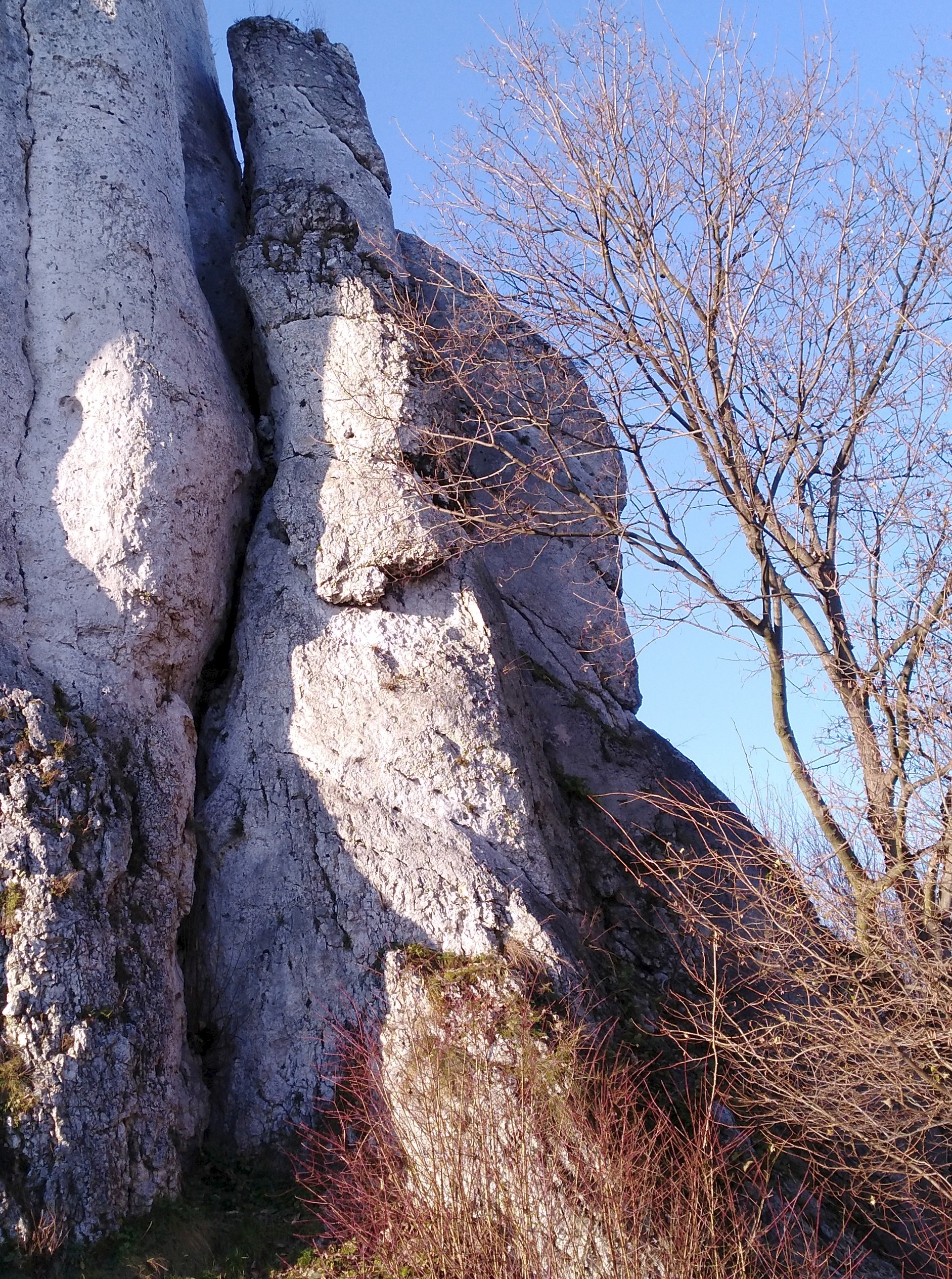
Ściana południowo-wschodnia

Piktogramy – ostaniec na wierzchowinie Wyżyny Olkuskiej. Znajduje się w grupie Słonecznych Skał na orograficznie prawym zboczu Doliny Szklarki, w obrębie miejscowości Jerzmanowice, w odległości około 2,2 km na południe od drogi krajowej nr 94 (odcinek z Krakowa do Olkusza).
Piktogramy to niewielka turnia w zachodnim murze Sokołowych Skał. Sąsiaduje z Płytą Benduskiego i jest najdalej na północny wschód wysuniętą skałą w tym murze. Znajduje się częściowo w lesie, częściowo na otwartym terenie. Ma wysokość 12–18 m i podobnie jak pozostałe Słoneczne Skały zbudowana jest z twardych wapieni skalistych.
U podstawy północno-wschodniej ściany Piktogramów znajdują się dwa obiekty jaskiniowe: Szczelina w Słonecznych Skałach Trzecia i Korytarz w Słonecznych Skałach.

## Drogi wspinaczkowe
Na Piktogramach uprawiana jest wspinaczka skalna. Jest 10 dróg wspinaczkowych o trudności od IV do VI.1 w skali polskiej i długości od 11 do 18 m. Ściany wspinaczkowe o wystawie północnej. Część dróg ma zamontowane stałe punkty asekuracyjne: ringi (r) i stanowiska zjazdowe (st) lub dwa ringi zjazdowe (drz).
Piktogramy I
1. Zacięcie Piktogramów; V-, 18 m
2. Filantropia; 7r + st, VI.1, 18 m
3. Moskiewskie intrygi; 7r + st, VI.+, 18 m
4. Big trader; drz, IV, 18 m

Piktogramy II
1. Tu jest Polska!; drz, V, 15 m
2. Ceremonialne wstępy; 7r + st, VI+, 14 m
3. Smętne stany rzeczy; 5r + st, VI+, 15 m
4. Gusła; 6r + st, VI, 14 m
5. Ślad po śrucie; IV, 11 m
6. Siódma okupacja, jedenasty zabór; VI-, 11 m[2].